# トム・サーマンニ
トーマス・ドルビー・サーマンニ（Thomas Dorby Sermanni 、1954年7月1日 - ）は、スコットランド・グラスゴー出身の元サッカー選手、現サッカー指導者。なお姓は「セルマンニ」 とも、「セルマーニ」とも表記される。

## 来歴

### 現役時代
ケニー・ダルグリッシュを輩出したカンバーノールド・ユナイテッドFC出身。
スコットランドのアルビオン・ローヴァーズFCでリーグ戦デビューし、その後スコットランドやイングランドのリーグで過ごした。1983年オーストラリアのクラブチームに移籍し、マルコーニ・スタリオンズFCでプレー、翌1984年からキャンベラのクラブである、キャンベラ・シティFC、キャンベラ・クロアチアFCに在籍、1989年に現役引退した。

### 指導者時代
現役晩年であるキャンベラ・クロアチアで指導者としてのキャリアを始め、オーストラリア男子学生選抜やオーストラリア国立スポーツ研究所（AIS）などで指導経験を積んだ。
1994年、オーストラリア女子代表監督に抜擢され、1995 FIFA女子ワールドカップにオセアニア代表として初出場した。
1997年、オーストラリア男子A代表監督のエディ・トムソンがJリーグ・サンフレッチェ広島監督に就任したことに伴い、同行する形でヘッドコーチ兼サテライト監督として広島に入団し、2年間在籍した。
1999年、キャンベラ・コスモスFC監督に就任、その監督業の傍らシドニー五輪の競技担当部長を行っていた。
2001年、アメリカ合衆国に渡り、アメリカ女子サッカーリーグのサンノゼ・サイバーレイズでアシスタントコーチ、2002年ニューヨーク・パワー監督に就任した。ニューヨークは前年リーグ8チーム中最下位に低迷していたが5位にまで立て直した。同シーズン末にリーグが休止しチームは活動停止している。
2003年、短期間ながらマレーシアのサラワクFAで指導している（監督かコーチかは不明）。
2005年、オーストラリア女子代表監督に復帰し、AIS女子サッカー部門も統括することになった。監督として、2006 AFC女子アジアカップ準優勝、2008 AFC女子アジアカップ4位、2010 AFC女子アジアカップ優勝。FIFA女子ワールドカップも3大会連続で出場、2007 FIFA女子ワールドカップでは決勝トーナメント1回戦で敗退したものの、同年のアジアサッカー連盟年間最優秀監督賞（女子部門）に選ばれている。
2012年11月、アメリカ合衆国サッカー連盟からオファーが来たため、オーストラリア代表監督を辞任した。
2013年、サッカーアメリカ合衆国女子代表監督に就任する。この年、アメリカ代表は16戦13勝3分と無敗記録を伸ばしている。ただ2014年アルガルヴェ・カップ2014では1分2敗でグループリーグ最下位での敗退となったことから、同年4月解任された。
その後、カナダ女子代表のテクニカルスタッフとなり、2015年カナダ開催の2015 FIFA女子ワールドカップではカナダ代表アシスタントコーチとしてベンチ入りしている 。
2015年10月、アメリカ女子プロサッカーリーグ・NWSLに2016年度より新規参入することになったオーランド・プライドの初代監督に就任した。
2018年10月、ニュージーランド女子代表監督に就任し、2019 FIFA女子ワールドカップで同国を率いた。

## 参考資料
- BIO Tom Sermanni - ウェイバックマシン（2013年4月26日アーカイブ分） - アメリカ合衆国サッカー連盟（英語）